# Джюетт (Огайо)
Джюетт (англ. Jewett) — селище (англ. village) в США, в окрузі Гаррісон штату Огайо. Населення — 554 особи (2020).

## Географія
Джюетт розташований за координатами 40°22′5″ пн. ш. 81°0′11″ зх. д. / 40.36806° пн. ш. 81.00306° зх. д. (40.368059, -81.003006).  За даними Бюро перепису населення США в 2010 році селище мало площу 1,32 км², уся площа — суходіл.

## Демографія
Згідно з переписом 2010 року, у селищі мешкали 692 особи в 273 домогосподарствах у складі 188 родин. Густота населення становила 525 осіб/км².  Було 317 помешкань (240/км²).
Расовий склад населення:
| - 96,7 % — білих - 0,3 % — чорних або афроамериканців |

До двох чи більше рас належало 2,9 %. Частка іспаномовних становила 0,1 % від усіх жителів.
За віковим діапазоном населення розподілялося таким чином: 25,6 % — особи молодші 18 років, 59,5 % — особи у віці 18—64 років, 14,9 % — особи у віці 65 років та старші. Медіана віку мешканця становила 36,9 року. На 100 осіб жіночої статі у селищі припадало 102,3 чоловіків;  на 100 жінок у віці від 18 років та старших — 99,6 чоловіків також старших 18 років.
Середній дохід на одне домашнє господарство  становив 42 127 доларів США (медіана — 38 750), а середній дохід на одну сім'ю — 49 900 доларів (медіана — 46 964). Медіана доходів становила 31 397 доларів для чоловіків та 35 481 долар для жінок. За межею бідності перебувало 29,7 % осіб, у тому числі 40,0 % дітей у віці до 18 років та 6,2 % осіб у віці 65 років та старших.
Цивільне працевлаштоване населення становило 234 особи. Основні галузі зайнятості: освіта, охорона здоров'я та соціальна допомога — 18,4 %, роздрібна торгівля — 16,7 %, будівництво — 11,5 %, виробництво — 10,7 %.